# Narilya Gulmongkolpech
Narilya Gulmongkolpech (en tailandés: นริลญา กุลมงคลเพชร; nacida Natthida Trichaiya; 26 de marzo de 2000), es una actriz tailandesa, conocida por su papel de Mink en la película de 2021 The Medium.

## Biografía
Narilya nació como Natthida Trichaiya (en tailandés: ณัฐธิดา ตรีชัยยะ) el 26 de marzo de 2000. Es la hija menor de la familia, con un hermano mayor. Se graduó de la Universidad de Rangsit con una licenciatura en Artes de la Comunicación.
En 2014, debutó como actriz en la serie de televisión Love Sick: The Series: Temporada 2 de Teenagers.
En 2021, interpretó a Mink en la película de terror The Medium, dirigida por Banjong Pisanthanakun. Fue seleccionada como la película tailandesa a Mejor Largometraje Internacional en la 94.ª edición de los Premios Óscar.
Más tarde, en 2022, firmó un contrato con Channel 3. Debutó su primer drama en Duangjai Dhevaprom y Suphapburut Juthathep.
En 2024, protagonizó la serie de Netflix, El señor de la casa.

## Filmografía

### Películas
| Año  | Título                     | Papel  |
| ---- | -------------------------- | ------ |
| 2016 | Sugar Café                 | Pancha |
| 2018 | Make Money                 | Money  |
| 2021 | The Medium                 | Mink   |
| 2022 | Postman                    | Nual   |
| TBA  | Nak Rak Mak... Mak Mak     | Nak    |
| TBA  | The Crawling Beast of Prey |        |

### Series de televisión
| Año  | Título                          | Papel                   |
| ---- | ------------------------------- | ----------------------- |
| 2014 | Love Sick Season 2              | Pam                     |
| 2016 | Bussaba Rae Fun                 | Celebrity               |
| 2016 | Naree Rissaya                   | Saiparn Singhadecha     |
| 2020 | The Gifted Detective            | Ployfon                 |
| 2020 | The Seawave                     | Namphet                 |
| 2021 | Sweet Secret                    | Chocco                  |
| 2021 | Dark App                        | Ploy                    |
| 2022 | The Wife                        | Nudee                   |
| 2023 | Game Prattana                   | Wianna Methamas (young) |
| 2023 | The Cheery Lee, Village Headman | Khaomai                 |
| 2023 | Coin Digger                     | Jane                    |
| 2024 | El señor de la casa             | Khaimuk                 |